# Giovanni Papini
Giovanni Papini (Firenze, 1881. január 9. – Firenze, 1956. július 8.) olasz prózaíró, lírikus, elbeszélő, filozófiai író és kritikus.

## Munkássága
Már 12 éves korában elbeszéléseket írt. 16 éves korában öt társával egy csoportot alapított, mely az olasz kultúra megújítására törekedett. 17 éves korában egy kvadrivirátust hozott létre a világ szellemi és lelki kormányzására. 20 éves korában hozta nyilvánosságra «Az előrelátás lélektani teóriáját» és szerezte meg a tanítói oklevelet. A tanítás mesterségét azonban csak egy évig űzte, 60 líráért havonta. Egyidejűleg 60 lírás évi stipendiummal, hogy képezhesse magát, könyvtárosa lett az embertani múzeumnak, amit a leghirhedtebb és legszószátyárabb monzai szenátor Paolo Mantegazza alapított. 1902-ben négy festővel (Adolfo De Karolis, Giovanni Costetti, Armando Spadini, Paolo Mussini) és négy íróval (Giuseppe Prezzolini, Alfredo Bona, Venturini, Ernesto Macinai) egyetemben, akik egy szektárius és fecsegő Olaszországban törekedtek egyetemességre, megalapította a Leonardót, a század első olasz szemléjét. Amikor a Leonardo kimúlt, Prezzolinivel egyetemben 1908-ban megalapította a La Voce-t. Később azonban olyan elemek is befurakodtak a Voce-ba, amelyek Papini lelkületének nem feleltek meg. Ezért kivált onnan és megalapította a Lacerba-t, mint mondta: «azok számára, akiket még nem gyerekesített el teljesen a mai idealizmus, reformizmus, neuritizmus, kretinizmus és moralizmus». Ez az új folyóirat vad ellensége volt a Giolitti-féle Olaszországnak és a politikai világ akkori szereplőit a legperzselőbb szavakkal támadta. Cikkeit Benito Mussolini is átvette, aki különben néhány hónappal később kiszakadt a szocialista pártból és megalapította a Popolo d'Italia-t. A Lacerba az első világháború kitörésekor követelte, hogy Olaszország vegyen részt a háborúban és pedig inkább Németország, mint Ausztria ellen. S amikor 1915 májusában a háború kitört, Papini csak ennyit írt: Győztünk! A győzelem után Sofficivel egyetemben Olaszország és Európa relációi után kezdett érdeklődni. Megalapította a Vraie Italie című folyóiratot, mely azért született, hogy a külfölddel jobban megismertesse Olaszország jogait és értékeit. Ugyanebben az időben jelentek meg híres nagy morális cikkei, amelyek a háború utáni elaljasodásban és a lelkek bábeli zavarában már jelezték Papini vallásos életének újra-megmozdulását, aki különben soha életében nem volt érzéketlen a nagy lelki problémák iránt. Az azonban bizonyos, hogy ekkor kezdődött el nála a lelki összeszedettség és elmélyülés periódusa és két év után már megjelent a Storia di Cristo (Krisztus története) magával ragadó kötete és egyúttal Papini lelki pálfordulásának legnagyobb vallomása, mely legalább harminc nyelven jelent meg. 
Az általa alapított Leonardo című folyóiratban és a La Voceban a művészei megújhodásáért harcolt. Nyugtalanság, soha meg nem elégedés jellemzi életének első szakaszát, melynek irodalmi termése között első helyen áll lelki vívódásainak tolmácsolója: Un uomo finito (magyarul: Élőhalott, ford. Révay József) című önéletrajza. Életének második szakaszában, mely a Lacerba folyóirat alapításával kezdődik, Papini különösen az első világháborút követő években, emberibb lesz, megértőbb. Lelke nyugvópontra jut és a vallás felé ragadja. Ebből az időből van: Sant Agostino (Révay J.); Storia di Cristo (Révay J.), amely a világ minden művelt nyelvén megjelent s magyarul is mintegy 50 000 példányban fogyott el: Dante vivo, Gog, Storia della letteratura Italiana, Italia mia. Novelláiból Zambra A. és Füsi József fordított néhányat magyarra.
Az első világháború előtti, egyensúlyát vesztett, ellentétes célokért váltakozva küzdő olasz irodalomnak legmerészebb és legnagyobb tehetségű képviselője volt. Erőszakos és kihívó prózai írásainak megvesztegető erejét nem annyira az eredeti gondolatok mélysége táplálja, mint inkább az író bravúros dialektikája, kifogyhatatlan leleményű retorikus készsége, a lelkesedés, harag, finom irónia, vaskos gúny, elomló líraiság és diabolikus hetykeség stíluselemeinek bámulatos polifóniája (Crepuscolo dei Filosofi, L’altra metá, Pragmatismo, 21 Cervelli, Stroncature, Testimonianze, Maschilitá, Esperienza futurista). Mint költő kevésbbé meggyőző. Írt sóvár romantikus költeményeket, verseket, mesterien utánozta Arthur Rimbaud-t, kísérletezett Stéphane Mallarmé ezoterikus lírájával  és volt töredékes, kósza-könnyed impresszionista (Cento pagine di poesia, Opera príma, Giorni di festa). Verseinek túlnyomó része mintha csak tudatosan fölvállalt erőpróba, keresett nehézségekkel való bravúros játék volna, érdekes, de nem meggyőző s hidegen hagy. Sokkal őszintébb vallomások és mélyebbről szakadt emberi hangok vannak Un uomo finito című önéletrajzi regényében, bár az író itt sem ezekre veti a hangsúlyt és sziporkázó szelleme gőgjével, kínos cinizmussal és brutális malíciával igyekszik elfeledtetni, hogy ez a könyve a hiú harcba belefáradt és gyöngeségére megdöbbenéssel eszmélő lélek gyötrelmeiből született. De továbbra is a hadakozás maradt életeleme és a szó éles fegyverét nála jobban, vakmerőbben és kiméletlenebbül soha senki nem forgatta Olaszországban. Ereje inkább stílusában, mint gondolataiban van. Amint nála mélyebb elméjű barátja, Renato Serra meghatározta, Papini alapjában nem költő vagy művész, hanem a renaissance ördöngős ügyességű stilistáira emlékeztető „író“ a szó legrégibb és legretorikusabb értelmében. Erőteljes, szórakész, kifogyhatatlan leleményű író, aki elképesztő bravúrral tud bármilyen témáról hatásos, merész, de biztos szabású, kevésbé színes, de annál spontánabbul lüktető vitaértekezést improvizálni, „akinek a tartalom közömbös s akit az alkalom épp úgy tehet hőssé, mint brigantivá.“ Ékesszólása persze a legbizarrabb forrásokból is táplálkozik, hetykeség, impertinencia, diabolikus rosszmájúság és a rombolás gyönyöre a hatás egészen új eszközeit szolgáltatják. Csúfolkodása sokszor irónia nélkül való, paradoxonaiból az újság hiányzik, az eredetiség látszatát néha a legszürkébb közhelyek megfordításával éri el. Legnagyobb sikerű munkája, a Storia di Cristo művészi jelentősége is a bibliai parafrázis bámulatos polifóniájában van.
Egyéb elbeszélő kötetei: II tragico quotidiano, Pilota cieco, Parole e sangue, Buffonate. Önmagával és a világgal folytatott húsz évi harc után végre megadatott neki az Istenben megtalált béke kegyelme. Az Egyházba való lelki visszatérésének ünnepélyes megvallásául írta meg Krisztus történetét (Storia di Cristo), az evangélium e hatalmas költői parafrázisát (1920) Dizionario dell’Uomo Selvatico (A remete szótára) című 8 kötetre tervezett lexikonjában az összes történeti és szellemi értékek katolikus szempontú revízióját kívánta adni (I. köt. A—B, 1923), Pane e Vino című verskötete (1926) katolikus világnézetének tisztaságáról tanúskodik, Gli operai della vigna címen nagy katolikus írókról és művészekről 1929-ig írt tanulmányait adta ki. 1930-ban jelent meg Sant’Agostino c. kötete (magyar fordításban is).